# MCM Worldwide
MCM Worldwide is een merk van luxe lederwaren dat in 1977 werd opgericht door Michael Cromer en in 2005 is gekocht door de Sungjoo Group. Vele producten worden gekenmerkt door de merklogo dat op de producten is geprint. Het merklogo staat bekend als Cognac Visetos. Het logo bestaat uit twee lauriertakken, met links 9 bladeren en rechts 8 bladeren. MCM staat voor Modern Creation München.
De tassen zijn meestal voorzien van een messing plaatje met het logo waar aan de onderkant een uniek identificerend nummer in is gegraveerd. MCM verkoopt zijn producten via de detailhandel, eigen winkels en franchisewinkels.

## Geschiedenis
In 1972 ontwierp Mara Cromer een logo voor haar kapsalon, waarna zij samen met haar man Michael een klein imperium opbouwde met luxe lederwaren.
Het MCM-label was in de jaren tachtig populair omdat het "opzichtig en flitsend" was. Op het hoogtepunt van zijn populariteit in 1993 had MCM wereldwijd 250 vestigingen en boekte het een omzet van $ 250 miljoen. Na een onderzoek door de Duitse belastingdienst naar Cromer in 1995 wegens vermeende belastingontduiking, verloren banken en investeerders het vertrouwen in de financiële stabiliteit van MCM. In 1997 werd het bedrijf geherstructureerd en werden de winkels en merkrechten gesplitst en verkocht.
In 2005 werden de wereldwijde rechten op het MCM-merk verworven door Sungjoo Group, een Zuid-Koreaanse detailhandelsgroep, opgericht door Sung-Joo Kim, de jongste dochter van de Zuid-Koreaanse magnaat Kim Soo-keon. Kim heeft het merk in 2006 opnieuw gelanceerd met een nieuwe winkel in Berlijn. MCM heropende daarna winkels in onder meer New York, Toronto, Parijs, Londen, Singapore, Tokio en China. In 2011 debuteerde MCM met zijn grootste winkel in het Entertainment Building in Hongkong .
MCM behaalt ongeveer 70% van zijn omzet in Azië en ongeveer 30% in Europa, het Midden-Oosten en Amerika. Het merk streefde naar een omzet van $2 miljard in 2019.
In 2019 gaf MCM een licentie aan Inter Parfums Inc. voor de productie en verkoop van parfums onder de naam MCM. De eerste geuren komen in het eerste kwartaal van 2021 op de markt.

## Galerij

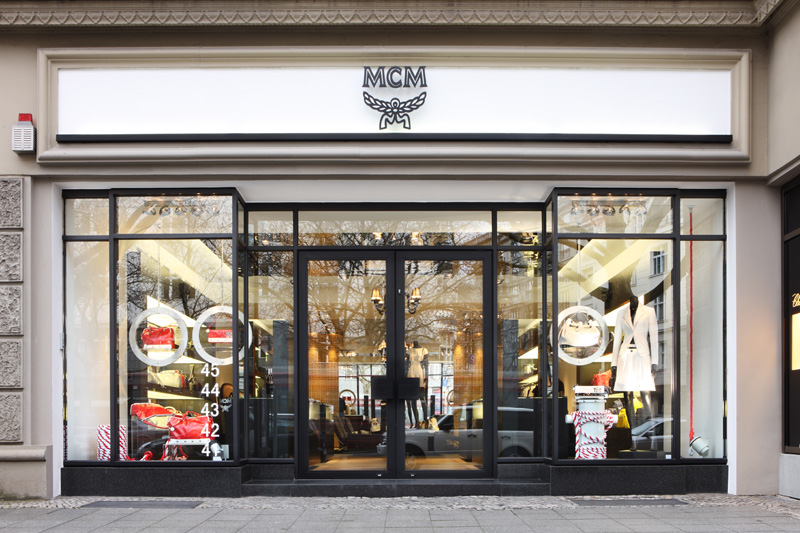
MCM Store in Berlijn
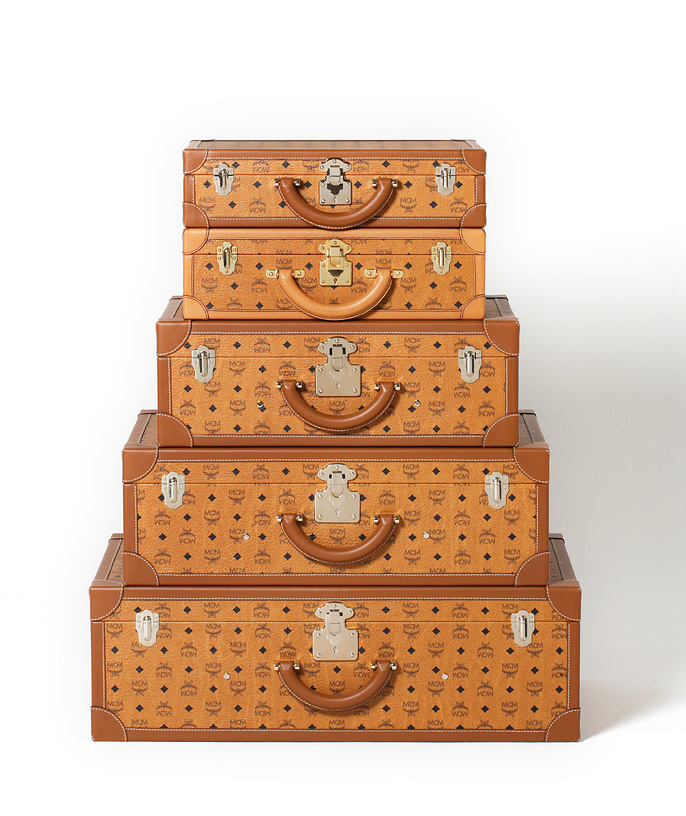
MCM Heritage Cognac Visetos Travel Collection
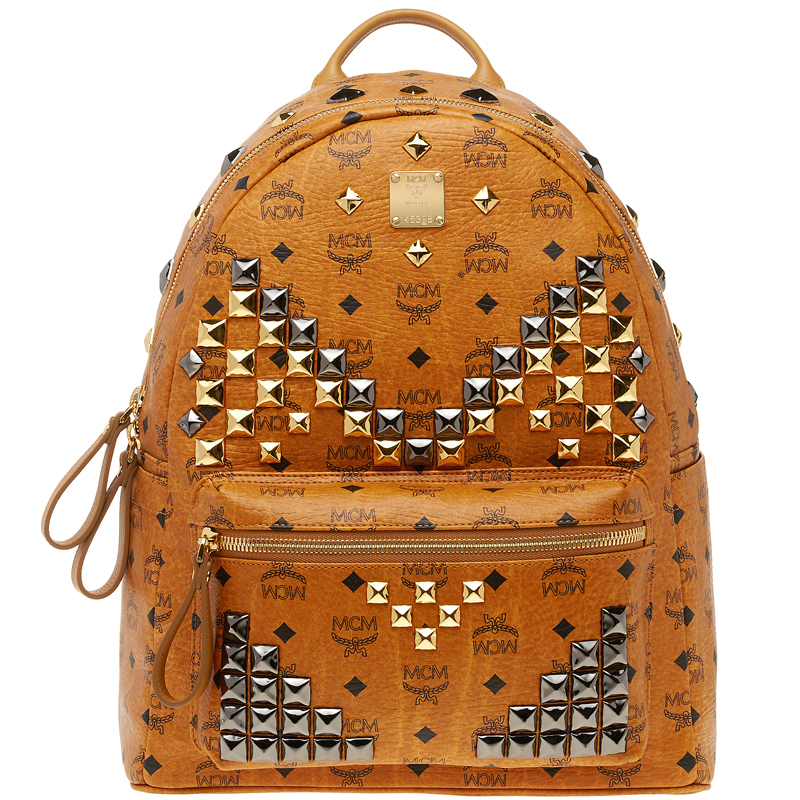
MCM Stark-rugzak in Cognac Visetos